# Рюб, Александр
Александр Рюб (нидерл. Alexander Rueb, МФА: [ɑlɛkˈsɑndər ˈryp]; 27 декабря 1882, Гаага — 2 февраля 1959, там же) — нидерландский шахматист, один из основателей и первый президент ФИДЕ (1924—1949), арбитр (1951). С 1949 года почётный президент ФИДЕ.
Юрист по образованию. В 1922 году возглавлял Нидерландский шахматный союз. Участник неофициальной шахматной олимпиады 1924 года в Париже в составе сборной Нидерландов. Автор антологии шахматного этюда в 5 томах. Шахматный библиофил; своё собрание шахматных книг завещал библиотеке Амстердамского университета, где учреждён специальный фонд Рюба.

## Книги
- De schaakstudie, v. 1—5, Gouda — 's-Gravenhage, 1949—55;
- Bronnen van de schaakstudie, v. 1—5, Gouda— 's-Gravenhage, 1949-55.